# Протосевич, Марк
Марк Дэвид Протосевич (англ. Mark David Protosevich; род. 24 августа 1961) — американский сценарист, известный по фильмам «Клетка», «Посейдон», «Я — легенда».
Протосевич родился в Чикаго, штат Иллинойс, он является выпускником «Колумбийского колледжа Чикаго».
Протосевич также написал сценарий к так и не созданному фильму «Бэтмен: Триумфатор»

## Работы в качестве сценариста
- Клетка / The Cell (2000) (также сопродюсер)
- Посейдон / Poseidon (2006)
- Я — легенда / I Am Legend (2007)
- Тор / Thor (2011) (сюжет)
- Олдбой / Oldboy (2013) (сопродюсер)
- Шугар / Sugar (2024) (создатель)